# Рюкю (жолоб)
26°20′ пн. ш. 128°40′ сх. д. / 26.333° пн. ш. 128.667° сх. д.

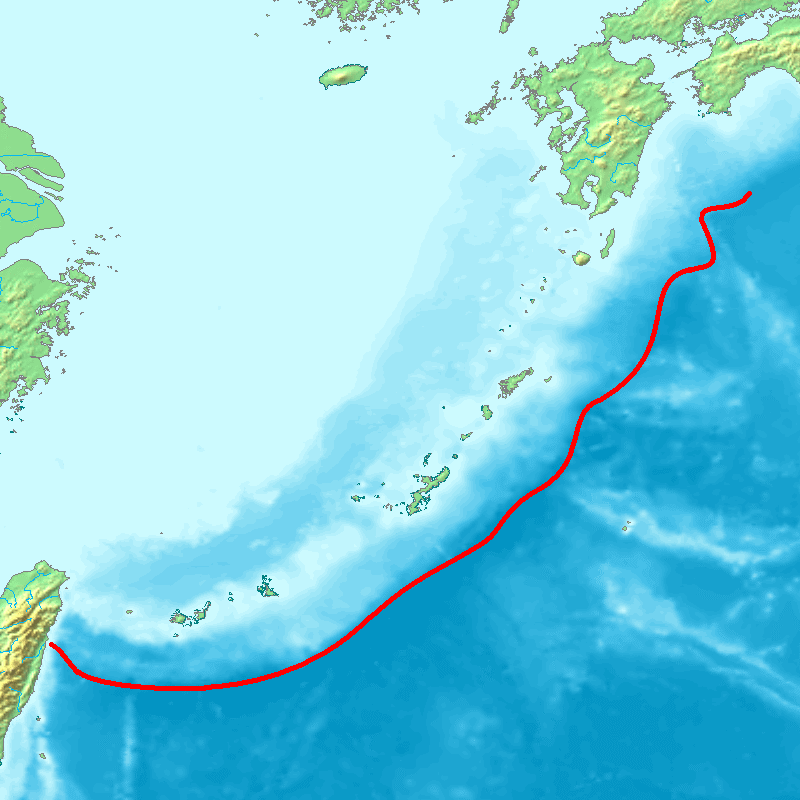
Червоною лінією вказано розташування жолоба Рюкю

Жолоб Рюкю — океанічний жолоб, завдовжки 1398 км, розташований вздовж південно-східного краю островів Рюкю, Японія у Філіппінському морі у Тихому океані, між північно-східним Тайванем і південною Японією. Максимальна глибина жолоба — 7460 м Жолоб є результатом субдукції океанічної кори Філіппінської плити, під континентальну кору Євразійської плити зі швидкістю приблизно 52 мм/рік. Разом з Нанькайським жолобом у зоні субдукції знаходиться 34 вулкана Найбільший землетрус, який було зафіксовано вздовж жолоба Рюкю, — землетрус Х'юга-Нада магнітудою 7,5 відбувся 1 квітня 1968 р у північній частині траншеї 1 квітня 1968. Цей землетрус також викликав цунамі.